# قطعنامه ۱۷۸۳ شورای امنیت
قطعنامه ۱۷۸۳ شورای امنیت سازمان ملل متحد که در تاریخ ۳۱ اکتبر ۲۰۰۷ تصویب شد، سندی بین‌المللی دربارهٔ بررسی وضعیت صحرای غربی است. این قطعنامه طی نشست ۵۷۷۳ام با ۱۵ رای موافق، ۰ مخالف و ۰ ممتنع تصویب شد.